# Setodocus albopunctatus
Setodocus albopunctatus är en skalbaggsart som beskrevs av Stefan von Breuning 1968. Setodocus albopunctatus ingår i släktet Setodocus och familjen långhorningar.
Artens utbredningsområde är Togo. Inga underarter finns listade i Catalogue of Life.